# Hopkins-Gletscher
Der Hopkins-Gletscher ist ein Gletscher an der Loubet-Küste des Grahamlands auf der Antarktischen Halbinsel. Er mündet südlich des Erskine-Gletschers in die Tlachene Cove, eine Nebenbucht der Darbel Bay.
Das Falkland Islands Dependencies Survey kartierte das Gebiet anhand von Luftaufnahmen der Hunting Aerosurveys Ltd. aus den Jahren von 1955 bis 1957. Das UK Antarctic Place-Names Committee benannte den Gletscher 1958 nach dem britischen Medizin-Nobelpreisträger Frederick Gowland Hopkins (1861–1947).